# Liberazione (Chagall)
Liberazione è un dipinto a olio su tela (168x88 cm) realizzato tra il 1937 ed il 1952  dal pittore Marc Chagall.
È conservato nel Centre Pompidou di Parigi.